# Musaranya tacada
La musaranya tacada (Diplomesodon pulchellum) és una espècie de mamífer de la família de les musaranyes que es troba al Turkmenistan i a l'Uzbekistan.
És l'única espècie del seu gènere.